# Pasir Nunang
Pasir Nunang is een bestuurslaag in het regentschap Aceh Tenggara van de provincie Atjeh, Indonesië. Pasir Nunang telt 398 inwoners (volkstelling 2010).